# Smyrnium
- Commons
- Wikispecies

Smyrnium L. é um género botânico pertencente à família Apiaceae.

## Espécies
- Smyrnium aureum L.
- Smyrnium cordifolium Boiss.
- Smyrnium creticum Mill.
- Smyrnium integerrimum L.
- Smyrnium nudicaule Pursh
- Smyrnium olusatrum L.
- Smyrnium perfoliatum L.
- «Lista completa»

## Classificação do gênero
| Sistema | Classificação                    | Referência               |
| ------- | -------------------------------- | ------------------------ |
| Linné   | Classe Pentandria, ordem Digynia | Species plantarum (1753) |